# 강호규
강호규(姜虎奎, 1970년 4월 28일 ~)는 태평양 돌핀스의 전 야구 선수다. 통산 1타수 1안타를 기록했다. 강릉고등학교를 졸업했다.

## 같이 보기
- 1990년 태평양 돌핀스 시즌